# Neoclides magistralis
Neoclides magistralis är en insektsart som först beskrevs av Ludwig Redtenbacher 1908.  Neoclides magistralis ingår i släktet Neoclides och familjen Diapheromeridae. Inga underarter finns listade i Catalogue of Life.